# Hochgründeck
Das Hochgründeck ist ein 1827 m ü. A. hoher Berg im Salzburger Pongau und einer der höchstbewaldeten Berge Europas. Auf ihm befinden sich eine Schutzhütte und eine Kirche. Er wird in der Region als beliebter Aussichtsberg geschätzt. Mit Einrichtung des Geoparks Erz der Alpen ist das Hochgründeck Ziel einer von fünf Wanderetappen eines Themenwegs.

## Geografie
Das Hochgründeck gehört zu den Fritztaler Bergen im östlichen Teil der Salzburger Schieferalpen in der Grauwackenzone. Der Gipfel befindet sich am Schnittpunkt der Gemeindegrenzen von Bischofshofen, St. Johann im Pongau und Hüttau. Von der Gipfelregion bietet sich ein weitläufiger Rundblick: Im Norden geht die Aussicht zum Tennengebirge, im Westen zum Hochkönig, im Südwesten und Süden in die Hohen Tauern (bis Kitzsteinhorn, Großglockner und Wiesbachhorn) und gegen Osten auf die Radstädter und Schladminger Tauern sowie auf den Dachstein und den Gosaukamm.
Auf etwa 1600 Metern entspringt der Raidlgraben.

## Erschließung
Der Normalweg auf das Hochgründeck führt von Bischofshofen über den Buchberg. Eine längere Aufstiegsmöglichkeit bietet sich unter anderem von St. Johann im Pongau. Die Schutzhütte, das Heinrich-Kiener-Haus, ist in der Sommersaison, von Weihnachten bis zum Dreikönigstag und nach Vereinbarung geöffnet. 
Unweit der Hütte steht die auf Initiative des Hüttenwirtes Hermann Hinterhölzl von 2003 bis 2004 erbaute Friedenskirche Hochgründeck. Erzbischof Alois Kothgasser weihte die Kirche am 5. September 2004 auf den Heiligen und Schutzpatron der Holzfäller Vinzenz von Valencia. In der Kirche befindet sich eine Reliquie der Heiligen Edith Stein.